# Greg Barton
Greg Barton (Jackson, Michigan, 2 de dezembro de 1959) é um ex-canoísta norte-americano especialista em provas de velocidade.

## Carreira
Foi vencedor das medalhas de Ouro em K-1 1000 m e K-2 1000 m em Seul 1988 e das medalhas de Bronze em K-1 1000 m em Los Angeles 1984 e Barcelona 1992.